# 塞梅斯泰内
塞梅斯泰内（義大利語：Semestene），是意大利萨萨里省的一个市镇。总面积39.72平方公里，人口178人，人口密度4.5人/平方公里（2009年）。ISTAT代码为090066。